# Bríet Bjarnhéðinsdóttir
Bríet Bjarnhéðinsdóttir (Austur-Húnavatnssýsla  27 de septiembre de 1856-Reikiavik , 16 de marzo de 1940) fue una activista y política islandesa por la liberación de la mujer y el sufragio femenino. Fundó la primera revista femenina en Islandia, Kvennablaðið, y durante un tiempo formó parte de la corporación municipal de Reikiavik.

## Biografía
Bríet, maestra de escuela, se había graduado en una escuela para mujeres en 1880 y comenzó a trabajar en Reikiavik en 1887. Desde 1885 escribió varios artículos sobre los derechos de las mujeres bajo la firma AESA, y después de mudarse a la capital dio discursos por los derechos de las mujeres. En 1888 contrajo matrimonio con el editor Valdimar Ásmundsson. Fundó una sociedad de mujeres (1894), dirigió una revista para mujeres (1895-1926), cofundó una sociedad de periodistas (1897) y administró una revista para niños (1898-1903).
En 1902 y 1904, Bríet visitó Estados Unidos, Dinamarca, Noruega y Suecia, lo que le permitió conocer el movimiento internacional de mujeres. En 1906 asistió a la Conferencia Internacional sobre el Sufragio de las Mujeres en Copenhague; animada por Carrie Chapman Catt, en 1907 fundó la primera sociedad por el sufragio femenino en Islandia, Kvenréttindafélag Íslands, de la cual fue su presidenta en 1907-1911 y 1912-1927. Bríet Bjarnhéðinsdóttir perteneció al primer grupo de mujeres elegidas para el consejo de la ciudad de Reikiavik, donde se desempeñó en 1908-1912 y 1914-1920. En 1916, y nuevamente en 1926, optó, sin éxito, formar parte del Alþingi, el parlamento de Islandia.